# Sint-Amands
Sint-Amands ist ein Ortsteil der Gemeinde Puurs-Sint-Amands im Bezirk Mechelen der belgischen Provinz Antwerpen, gelegen am rechten Ufer der Schelde. Bis zum 31. Dezember 2018 war Sint-Amands eine eigenständige Gemeinde und zählte 8480 Einwohner (Stand 1. Januar 2018). Zur Gemeinde gehörten die Dörfer Lippelo und Oppuurs.

## Söhne und Töchter der Gemeinde
- Émile Verhaeren (1855–1916), Dichter
- Marthe Massin-Verhaeren (1860–1931), Malerin, Ehefrau von Émile